# Centre national de la recherche scientifique
Centre national de la recherche scientifique (Nationellt centrum för vetenskaplig forskning), mer känt under akronymen CNRS, är Frankrikes största offentliga forskningsorganisation och är inriktad på grundforskning. CNRS har 26 000 anställda och hade 2004 en budget på 2 738 miljoner euro.
Forskare anställda av CNRS arbetar vid "laboratorier" som är helfinansierade av CNRS eller i samarbete med universitet och andra forskningsinstitut. Forskarna indelas i chargés de recherche eller directeurs de recherche, där det senare ungefär motsvarar en professor. 